# Takahama Kyoshi
Kyoshi Takahama  (高浜 虚子?) il cui vero nome era Kiyoshi Takahama (Matsuyama, 22 febbraio 1874 – Kamakura, 8 aprile 1959) è stato un poeta, critico letterario e scrittore giapponese.
Fu il principale discepolo di Masaoka Shiki e uno dei più importanti haijin (autore di haiku) del periodo Shōwa. 

## Biografia
Kiyoshi nasce nella città oggi conosciuta come Matsuyama (prefettura di Ehime) dall'ex-samurai Masatada Ikeuchi; il cognome Takahama viene da lui ereditato all'età di nove anni in quanto beneficiario dei lasciti della famiglia della nonna (la famiglia Takahama, appunto).
Contro la volontà del padre, lascia la scuola nel 1894 e si reca a Tokyo per studiare la letteratura del periodo Edo. L'anno successivo si immatricola alla Tokyo Senmon Gakko (oggi conosciuta come università Waseda), ma la lascia in seguito per un lavoro come editore e critico letterario per la rivista Nihonjin.
In questo periodo inizia le sue sperimentazioni sugli haiku, specialmente utilizzando un numero irregolare di sillabe.
Nel 1897 prende moglie.
Nel 1910 si trasferisce a Kamakura, nel distretto di Kanagawa, per preservare la salute dei figli e la sua propria ispirazione. Vivrà qui fino alla morte.
La sua tomba si trova nel tempio di Jufuku-ji, a Kamakura.

## Produzione letteraria
Nel 1898 diventa direttore della rivista di poesia Hototogisu (cuculo) (prendendo il posto di Masaoka Shiki), e ne trasferisce la sede da Matsuyama a Tokyo. Nella rivista viene mantenuto uno stile di haiku in linea con la tradizione, a differenza di quanto stava avvenendo nella scuola di Hekigo. Takahama dava molta importanza alla funzione simbolica del kigo (la parola che si riferisce ad una stagione), e tenta di escludere totalmente dalla rivista le poesie di tendenze più moderne e prive di esso. Oltre a contribuire lui stesso con suoi haiku e storie brevi, su Hotogisu pubblica per la prima volta quella di Natsume Sōseki intitolata "Io sono un gatto" (Wagahai wa Neko de aru ).
Le storie brevi di Takahama sono state raccolte nel 1908 nell'antologia Keito ("Cresta di gallo"), con una prefazione di Natsume (che parla di "storie canticchiate"). Sempre del 1908 è la sua prima novella lunga, Haikaishi ("Il maestro di haiku"), seguita da Bonjin ("Una persona qualunque", 1909) e da Chōsen ("Corea", 1912), tutte pubblicate a puntate su Hototogisu.
Dopo il 1912, la sua attenzione si rivolge nuovamente agli haiku, e pubblica un commentario sulla loro composizione, "Il sentiero che un haiku deve prendere" (Susumubeki haiku no michi, 1915-1917). Continua comunque nel suo lavoro di editore, e nella produzione di novelle brevi e lunghe (Futatsu Kaki, ovvero "Due cachi", 1915); si interessa inoltre al teatro Noh, per cui scrive alcune opere.
Durante la sua vita, scrive fra i 40.000 e i 50.000 haiku, raccolti in antologie (fra cui "Kyoshi Kushu" e "Ghoyaku Ku"). Nel periodo post-bellico, la novella principale è probabilmente Niji ("Arcobaleno", 1947).
Il suo lavoro come direttore di Hototogisu ha permesso l'entrata nel mondo letterario di scrittori come Mizuhara Shuoshi, Yamaguchi Seishi e Takano Suju. Ha inoltre incoraggiato la sua seconda figlia e discepola Hoshino Tatsuko a fondare una sua rivista di haiku,Tamamo.

## Onori
Nel 1954 il governo giapponese gli assegna l'Onorificenza alla cultura; ad essa va aggiunta anche ll'Onorificenza del Tesoro Sacro di prima classe, assegnata postuma.
Gli è stato dedicato un asteroide, 58707 Kyoshi.